# Tybald VI (hrabia Blois)
Tybald VI (zm. 16/24 kwietnia 1218 w La Ferté-Villeneuil) – hrabia Blois, Chartres, Châteaudun i Clermont-en-Beauvaisis, syn hrabiego Ludwika I i Katarzyny, córki Renalda I, hrabiego de Clermont-en-Beauvaisis.
Tytuły hrabiowskie odziedziczył po śmierci ojca w 1205 r. Tybald walczył z Maurami w Hiszpanii. Podczas jego z kampanii zachorował na trąd. Zamieszkał wówczas w zamku La Ferté-Villeneuil, gdzie spędził ostatnie lata swojego życia. Zmarł w 1218 r.
Był dwukrotnie żonaty. Pierwszy raz z Matyldą, córką Roberta d'Alençon i Jeanne de Preuilly, a drugi raz z Klemencją, córką Wilhelma des Roches i Małgorzaty de Sablé. Z żadną z nich nie doczekał się potomstwa. Jego posiadłości odziedziczyły jego stryjny. Małgorzata została hrabiną Blois i Châteaudun, a Izabela hrabiną Chartres. Hrabstwo Clermont-en-Beauvaisis zostało sprzedane królowi Francji Filipowi II.